# Guaymas
Guaymas (formalmente Heroico Puerto Guaymas de Zaragoza) é um município do estado de Sonora, no México.

## Cidades-irmãs
- Santa Rosalía, México.
- Mesa, Estados Unidos.
- El Segundo, Estados Unidos.